# ながいけん
ながいけんは、日本の漫画家。静岡県浜松市出身。独特の世界観とギャグセンスを持つギャグ漫画家。

## 人物・経歴
主に葉書による2コマ漫画であったが、直後に原稿で漫画を投稿するようになる。1980年代中頃から『ファンロード』編集部からの依頼による漫画を執筆するようになり、1988年に単行本『チャッピーとゆかいな下僕ども』を出版するも、翌年誌上の漫画作品内において絶筆を宣言する。
1995年に『少年サンデー特別増刊R』にて読切『極道さんといっしょ!』を掲載。翌1996年15号より『週刊少年サンデー』に『神聖モテモテ王国』を連載、独特のギャグセンス、世界観が一部でコアな人気を呼んだ。しかし、2000年9号を最後に突然なんの前触れもなく連載が中断。この連載中断があまりにも唐突だったことから、ながいの死亡説や夜逃げ説などがまことしやかにささやかれたが、この時期の動向については少なくとも公にはなっていない。
2003年末に『週刊ヤングサンデー』で『神聖モテモテ王国』を短期連載（5週間）、2004年2月より『ファンロード』でイラストエッセイ『万物斉同』（長井建名義）を毎月連載するが、2006年3月、漫画家復帰を目指すため連載を終了。
2009年3月18日、5月に創刊する『ゲッサン』にて連載することを公表。創刊号より『第三世界の長井』を連載開始し、2019年1月号まで連載された。
絵柄は大友克洋に影響を受けており、人物は写実的ながら省略を利かせたタッチで描かれることが多い。また、緻密に描き込まれた背景作画も特徴である。『週刊少年サンデー』での執筆開始までに作画アシスタントの経験を積んでいるが、師事した作家は不明。

## 作品リスト
- チャッピーとゆかいな下僕ども（ラポートコミックス、後に増補完全版が出版）
- 極道さんといっしょ!（少年サンデー特別増刊R）
- 神聖モテモテ王国（週刊少年サンデー（1996年15号 - 2000年9号）、週刊ヤングサンデー（2003年、5週間の短期連載）、小学館少年サンデーコミックス1 - 6巻、7巻は既刊分とともにコミックパークのオンデマンドで出版）
- 万物斉同（ファンロード、2004年2月 - 2006年3月、イラストエッセイ）※長井健名義
- 第三世界の長井（ゲッサン2009年創刊号 - 2019年1月号）全4巻（未完）